# Miriam Aïda

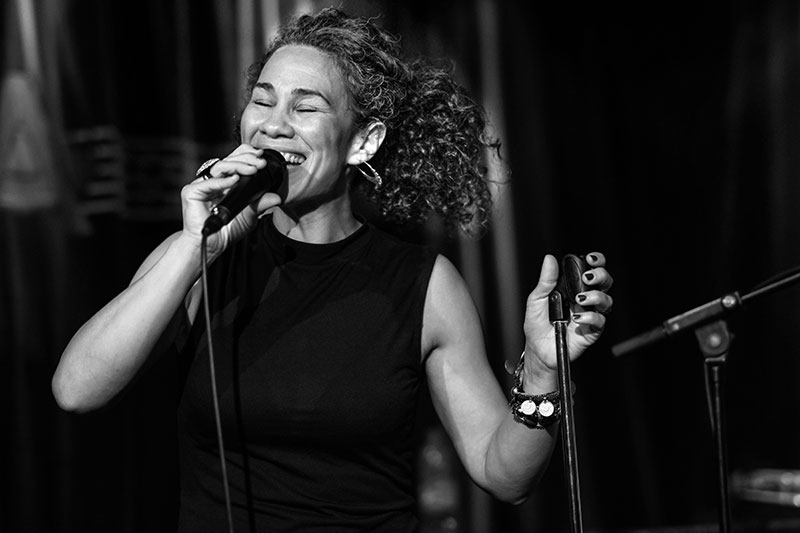
Miriam Aïda (2018)

Miriam Aïda (* 24. September 1974) ist eine schwedische Jazzsängerin.

## Wirken
Aïda legte 2002 gemeinsam mit ihrem Lebenspartner Fredrik Kronkvist und dem Trio von Jan Lundgren ihr Debütalbum vor. Weitere Alben folgten. Ihr Album Loving the Alien ist ein Tributalmum für David Bowie. Sie tourte international und trat gemeinsam mit Hermeto Pascoal, Badi Assad und Marco Pereira auf. Auch arbeitete sie mit der Norrbotten Big Band, mit Joe Spinaci & the Brookolino Orchestra, mit Jerker Kluge und mit A Bossa Eletrica. Daneben leitete sie den Jazzclub Monk in Malmö. In Sveriges Radio P2 moderierte sie 2011 das Programm Miriams jazz.

## Diskographische Hinweise
- 2005 Meu Brasil (Connective Records)
- 2006 Introduction (Sony/Columbia)
- 2007 My Kind of World (Connective Records)
- 2008 Come on Home (Connective Records)
- 2009 Letras ao Brasil (Connective Records)
- 2011 Visans väsen (Connective Records)
- 2014 Miriam Aïda Afrosamba Orchestra É de lei! (Connective Records)[2]
- 2015 Quatro Janelas (Connective Records)
- 2018 Loving the Alien (Connective Records, mit Mats Andersson, Finn Björnulfson, Ola Bothzén sowie Amir Aly, Nils Landgren, Fredrik Kronkvist)

## Preise und Auszeichnungen
- 2010 – Goldnadel von Jazz i Malmö (gemeinsam mit Fredrik Kronkvist)
- 2012 – Künstler des Jahres  bei den Swedish World Music Awards[3]
- 2015 – Manifestpriset – Årets rytm 2015 für É de Lei!